# نامه یک زن ناشناس

نامهٔ یک زن ناشناس (آلمانی: Brief einer Unbekannten) رمانی کوتاه اثر اشتفان تسوایگ است که در سال ۱۹۲۲ منتشر شد. از روی این رمان، فیلمی به کارگردانی مکس افولس به همین نام (۱۹۴۸) ساخته شده‌است.